# Paratettix australis
Paratettix australis är en insektsart som först beskrevs av Walker, F. 1871.  Paratettix australis ingår i släktet Paratettix och familjen torngräshoppor. Inga underarter finns listade i Catalogue of Life.